# Віїле (Констанца)
Віїле (рум. Viile) — село у повіті Констанца в Румунії. Входить до складу комуни Іон-Корвін.
Село розташоване на відстані 135 км на схід від Бухареста, 70 км на захід від Констанци, 142 км на південь від Галаца.

## Населення
За даними перепису населення 2002 року у селі проживали 1077 осіб, усі — румуни. Усі жителі села рідною мовою назвали румунську.